# 非洲橙巴布蜘蛛
非洲橙巴布蜘蛛（學名：Pterinochilus murinus）是捕鳥蛛科下的一種蜘蛛，發現於非洲。其咬傷並不致命，但是會產生劇痛。本種蜘蛛棲息地在非洲大陸、在安哥拉、以及非洲中部、東部和南部。全身具有短毛，腿上的毛較長，但是並不具有螫毛。